# الطبخ الحديث
كان كتاب الطبخ الحديث هو أول كتاب يخص الطبخ للطباخ الإيطالي-البريطاني تشارلز إلميه فرانكاتيلي (1805-1876). نُشر لأول مرة عام 1846. واشتُهر لمدة نصف قرن في العصر الفيكتوري، وطُبع 29 طبعة بحلول عام 1896. نُشر في أمريكا أيضاً.
قدم الكتاب أطباقًا دقيقة، موصوفة بمصطلحات فرنسية مثل bisqueوentrées، وentremets، و vol-au-vent، و timbale soufflé وشملت فواتير الطعام لوجبات تصل إلى 300 شخص، وسلسلة من ثمانية أو تسعة أطباق عشاء قُدمت للملكة فيكتوريا؛ احتوى عشاء ملكي استثنائي واحد في عام 1841 على ستة عشر طبق مقبلات وستة عشر طبق حلوى، بما في ذلك الكمأ في الشمبانيا.
كان الكتاب أول من ذُكر وصفة ملء رقائق البسكويت الهش بالآيسكريم. كُتب هذا الكتاب لربات البيوت من الطبقة المتوسطة والعليا، مُزودًا بـ 60 رسمة مُوضحة، غالبًا ما يُظهر كيفية تقديم الأطباق الرئيسية مزينة بعناية لحفلات العشاء الفخمة. مثل طبق Salmon à la Chambord.
أثر الكتاب على الأسر في بريطانيا وأمريكا للتطلع إلى عشاء مكون من أكثر من طبق على الطريقة الفرنسية تقليدًا للملكة، وهذا أدى إلى تغيير في عادات الأكل، بما في ذلك النهج الحديث المكون من وجبتين لكل من الغداء والعشاء.

## السياق
وُلد تشارلز إلمي فرانكاتيلي، من عائلة إيطالية، في لندن عام 1805، وتعلم فن الطبخ في فرنسا. قادمًا إلى إنجلترا، عمل لدى العديد من الأرستقراطيين قبل أن يصبح رئيسًا للطهاة في نادي كروكفورد ثم رئيساً للطهاة لدى الملكة فيكتوريا في عام 1840.
عمله في كروكفورد مرة أخرى، وفي كونفينتري هاوس ونادي وفندق ريفورم، ولأميرة وأمير ويلز. وهذا ما جعله طباخًا مشهورًا في عصره.

## الكتاب

### المنهج
بغض النظر عن نصائح فرانكاتيلي بشأن تقديم النبيذ، يتكون كامل الكتاب من وصفات بدون أي مقدمة تقريباً. لا توجد إرشادات حول اختيار أدوات المطبخ أو نصائح حول تصميم المطبخ.
كُتبت الوصفات بالكامل كتعليمات، بشكل عام بدون رسوم توضيحية. المقادير المذكورة في الكتاب لم تكن مدرجة بشكل صحيح. تُسمى المقادير أحيانًا، كما هو الحال في "صلصة الكريمة بالبشاميل"، والتي تبدأ بـ "وضع ست أونصات من الزبدة الطازجة في قدر متوسط الحجم؛ أضف أربع أونصات من الدقيق المنخول، وبعض جوزة الطيب، والقليل من الفلفل، والقليل من الملح. في حالات أخرى، تُحدد النسب النسبية فقط، مثلSalmis of Partridges with Aspic Jelly، حيث أن التلميح الوحيد للكمية في الوصفة هو "يجب خلطها بثلث كميتها من الهلام الخشن". تشير هذه الوصفة أيضًا إلى أسلوب الإسناد الترافقي، مع التعليمات الأولية "تحضير السالميس" كما هو محدد في الرقم 1078.
يُعد الكتاب أول من دوّن ونشر وصفة ملء كورنيه الويفر بالآيسكريم في إنكلترا، والذي أُطلق عليه وافل فرانكاتيللي. استخدمها لتزيين الحلويات المثلجة.

### الرسوم التوضيحية
كانت الطبعة الثامنة والعشرون مزودة برسوم توضيحية بـ 60 نقشاً، معظمهم نقوش صغيرة. توجد في مقدمة الكتاب صفحة أمامية كاملة للمؤلف، رسمها أوغست هيرفيو ونقشها صمويل فريمان (1773-1857). يشتهر فريمان في الأساس في الرسم بالتنقيط.

### النشر
نُشر كتاب الطبخ الحديث لأول مرة عام 1846. ووصل إلى 29 طبعة حتى عام 1896. قدم فرانكاتيلي نسخة من الطبعة الثامنة للملكة فيكتوريا في 4 يونيو 1853.
تضمنت الطبعات:
- عام 1846، الطبعة الأولى. ريتشارد بنتلي وابنه، لندن.
- عام 1846، ليا وبلانشارد، فيلادلفيا.
- عام 1858، ريتشارد بنتلي وابنه، لندن. الطبعة الحادية عشر.
- عام 1859، توماس إل وايت، نيو أورلينز. طبعة لندن التاسعة.
- عام 1880، ريتشارد بنتلي وابنه، لندن. الطبعة الثالثة عشر.
- عام 1886، ريتشارد بنتلي وابنه، لندن. الطبعة الثامنة والعشرون.
- عام 1895، ماكاي، فيلادلفيا. طبعة لندن السادسة والعشرون.